# 東軍浦インターチェンジ
東軍浦インターチェンジ（トングンポインターチェンジ）は大韓民国京畿道軍浦市にある嶺東高速道路のインターチェンジ。近くにある南軍浦インターチェンジを経由して平沢坡州高速道路に進入することができる。

## 隣
嶺東高速道路
(8) 軍浦IC - (9) 東軍浦IC - (10) 富谷IC